# Liste des structures intercommunales chargées de l'alimentation en eau potable dans le Loiret en 2016
Pour un article plus général, voir Gestion de l'eau et des milieux aquatiques dans le Loiret.
Cet article liste les structures intercommunales chargées de l'alimentation en eau potable dans le Loiret en service au 31 décembre 2016, à savoir qui assurent la production et la distribution de l'eau potable ou uniquement la production. 

## Maîtrise d'ouvrage des services publics d'eau potable
Le service public d’eau potable a pour objet de fournir à tout usager une eau courante présentant des qualités la rendant propre à la consommation humaine. Constitue un service public d’eau potable « tout service assurant tout ou partie de la production par captage ou pompage, de la protection du point de prélèvement, du traitement, du transport, du stockage et de la distribution d'eau destinée à la consommation humaine ».
En France, la commune est administrativement responsable de la distribution de l’eau potable. Il s'agit d'une compétence obligatoire depuis l’adoption de la loi du 30 décembre 2006 sur l’eau et les milieux aquatiques. Ce principe a été assorti de l’obligation d’arrêter un schéma de distribution d’eau potable en vue de délimiter les zones desservies par le réseau de distribution et donc in fine les zones dans lesquelles une obligation de desserte s’applique. Dans ces zones, la commune ne peut refuser le branchement sauf dans des cas très particuliers tels qu’une construction non autorisée ou de façon plus générale en méconnaissance des règles d’urbanisme. Par ailleurs, les distributions municipales d'eau potable doivent s'assurer du respect des exigences fixées par l'article R. 1321-2 du code de la santé publique pour les eaux destinées à la consommation humaine (limites de qualité, etc.). La production d’eau potable, son transport et son stockage sont par contre des compétences facultatives des communes.
Compte tenu de sa nature de service de réseau, le service public d’eau potable constitue un domaine privilégié de coopération, soit sous la forme d’établissements publics de coopération intercommunale (EPCI), soit à travers des syndicats mixtes ou à vocation unique. Dès lors qu’une commune confie à l’un de ces établissements publics de coopération l’exercice d’une ou plusieurs missions relevant de la compétence « eau potable », l’établissement public se substitue à la commune dans ses droits et obligations pour l’exercice de ladite compétence. L’eau est par contre une compétence obligatoire des métropoles et des communautés urbaines et une compétence optionnelle des communautés d’agglomération.

## Synthèse

### Nombre de structures au31 décembre 2016
| Structure                  | Nb structures | Nb communes |
| -------------------------- | ------------- | ----------- |
| Communauté d'agglomération | 1             | 5           |
| Communauté de communes     | 1             | 1           |
| SIVOM                      | 6             | 19          |
| SIVU                       | 56            | 184         |
| Syndicat mixte             | 2             | 6           |
| TOTAL                      | 66            | 215         |

Selon le jeu de données produit par l'ONEMA issues Système d'Information sur les Services Publics d'Eau et d'Assainissement (SISPEA) présentant, pour chaque commune les services d'eau potable desservant cet commune, 66 structures intercommunales sont en service au 31 décembre 2016, se décomposant en une communauté d'agglomération, une communauté de communes et 64 syndicats. Les précisions suivantes complètent cette synthèse :
- La Communauté de l'Agglomération montargoise et rives du Loing est compétente en matière de production, traitement, transport et stockage de l’eau potable pour cinq de ses communes membres seulement, les autres communes étant autonomes[11] ;

- La communauté de communes du Malesherbois est comptée dans cette liste, néanmoins au 1er janvier 2016 prend effet la création de la commune nouvelle Le Malesherbois qui emporte la dissolution de la communauté de communes qui couvre le même territoire de sept communes[12].

- Trois communes ont des parties de leur territoire (lotissement ou hameau) dépendant d'un syndicat différent du syndicat dont dépend principalement la commune (Bazoches-sur-le-Betz, Le Bignon-Mirabeau, Fontenay-sur-Loing) et une commune (Saint-Hilaire-Saint-Mesmin) a un hameau dépendant d'un syndicat alors que la commune est compétente pour la production et la distribution de l'eau potable.

### Mode de gestion
| Mode de gestion | Nb structures |
| --------------- | ------------- |
| Concession      | 1             |
| Affermage       | 18            |
| Régie           | 47            |

Le service public de l'eau et de l'assainissement présente un caractère industriel et commercial et peut être géré en gestion directe (régie) ou en gestion déléguée.
Dans le cadre d'une régie directe, la collectivité prend en charge directement et intégralement le service en le faisant fonctionner avec ses propres agents et biens. Les équipes réalisent l’entretien des réseaux, contrôlent les eaux transportées et les rejets, assurent l’exploitation en régie des équipements, effectuent la maîtrise d’œuvre des travaux et les études d’assainissement .
Dans le cadre d'une gestion déléguée, la commune ou le regroupement intercommunal délègue un service à une entreprise spécialisée, pour une durée donnée. La délégation de gestion doit donc s'accompagner d’un contrôle de l'entreprise délégataire, pour qu'elle ne devienne pas une délégation de pouvoir. Il en existe deux types, :
- La concession : l’entreprise délégataire (le concessionnaire du service) finance, réalise et exploite les équipements pour le compte de la collectivité ;
- L’affermage : la collectivité décide et finance les investissements et reste propriétaire des équipements, tandis que l’entreprise délégataire (le fermier) exploite et entretient les équipements. Le fermier est rémunéré par le biais des redevances versées par les usagers en contrepartie du service rendu. Il reverse néanmoins à la collectivité une redevance destinée à participer à l'amortissement financier des investissements réalisés par celle-ci. En effet, ces derniers ne sont pas effectués par le fermier mais sont mis à sa disposition par la collectivité qui, en règle générale, en a assuré le financement.

Au 31 décembre 2016, 47 structures gèrent dans le Loiret le service public d'eau potable en régie et 19 en gestion déléguée (une en concession et 18 en affermage).

## Liste détaillée des intercommunalités
| Type de Collectivité       | nb Interco | Nom collectivité | Année de création | Commune siège             | Nb com. | Communes desservices dans le Loiret | Mode de gestion                         | EPCI de rattachement                   |
| -------------------------- | ---------- | --- | ----------------- | ------------------------- | ------- | --- | --------------------------------------- | -------------------------------------- |
| Communauté d'agglomération | 1          | Communauté de l'agglomération montargoise et des Rives du Loing (A.M.E.),                                             | 2002              | Montargis                 | 5       | Amilly - Châlette-sur-Loing - Montargis - Pannes - Villemandeur - | concession                              | AME                                    |
| Communauté de communes     | 1          | Communauté de Communes du Malesherbois,                                                                               | --                |                           | 1       | Le Malesherbois - | régie                                   | CC du Pithiverais-Gâtinais             |
| SIVOM                      | 6          | Groupement Intercommunal de Châtillon - Sainte-Geneviève,                                                             | 2005              | Châtillon-Coligny         | 2       | Châtillon-Coligny - Sainte-Geneviève-des-Bois - | affermage                               | CC Canaux et forêts en Gâtinais        |
| SIVOM                      | 6          | Groupement Intercommunal du Val de Bezonde,                                                                           | 1965              | Bellegarde                | 2       | Bellegarde - Quiers-sur-Bézonde - | affermage                               | CC Canaux et forêts en Gâtinais        |
| SIVOM                      | 6          | SIAEP de La Nivelle,                                                                                                  | 1959              | Montbouy                  | 2       | La Chapelle-sur-Aveyron - Montbouy - |                                         | CC Canaux et forêts en Gâtinais        |
| SIVOM                      | 6          | SIVOM du Gâtinais, | 1926              | Chéroy (89)               | 2       | Bazoches-sur-le-Betz (lotissement) - Le Bignon-Mirabeau (hameau) - | affermage                               |                                        |
| SIVOM                      | 6          | SIVOM de Greneville-en-Beauce - Guignonville - Châtillon-le-Roi - Jouy-en-Pithiverais,                                | 1969              | Greneville-en-Beauce      | 3       | Châtillon-le-Roi - Greneville-en-Beauce - Jouy-en-Pithiverais - | régie                                   | CC de la Plaine du Nord Loiret         |
| SIVOM                      | 6          | SIVOM de la Région de Sermaises,                                                                                      | 1967              | Sermaises                 | 8       | Audeville - Césarville-Dossainville - Intville-la-Guétard - Morville-en-Beauce - Pannecières - Rouvres-Saint-Jean - Sermaises - Thignonville - | régie                                   | CC du Pithiverais                      |
| SIVU                       | 56         | SI AEP Charmont-Léouville,                                                                                            | 1992              | Charmont-en-Beauce        | 2       | Charmont-en-Beauce - Léouville - | régie                                   | CC de la Plaine du Nord Loiret         |
| SIVU                       | 56         | Syndicat des eaux de Tivernon - Chaussy,                                                                              | 1927              | Tivernon                  | 2       | Chaussy - Tivernon - | régie                                   | CC de la Plaine du Nord Loiret         |
| SIVU                       | 56         | SIAEP d'Erceville - Andonville - Boisseaux,                                                                           | 1925              | Erceville                 | 3       | Andonville - Boisseaux - Erceville - | affermage                               | CC de la Plaine du Nord Loiret         |
| SIVU                       | 56         | Syndicat Mixte de production d'eau potable de Trémeville,                                                             | 1998              | Autruy-sur-Juine          | 6       | Andonville - Autruy-sur-Juine - Boisseaux - Charmont-en-Beauce - Erceville - Léouville - | régie                                   | CC de la Plaine du Nord Loiret         |
| SIVU                       | 56         | SI PEP BEGY, | 2007              | Yèvre-la-Ville            | 4       | Boynes - Estouy - Givraines - Yèvre-la-Ville - | régie                                   | CC du Pithiverais                      |
| SIVU                       | 56         | SIAEP de Bouzonville-aux-Bois - Bouilly-en-Gâtinais,                                                                  | 1946              | Bouilly-en-Gâtinais       | 2       | Bouilly-en-Gâtinais - Bouzonville-aux-Bois - | régie                                   | CC du Pithiverais                      |
| SIVU                       | 56         | SIAEP de Dadonville - Ascoux,                                                                                         | 1925              | Dadonville                | 3       | Ascoux - Dadonville - Douchy-Montcorbon - | régie                                   | CC du Pithiverais                      |
| SIVU                       | 56         | SIAEP de Mareau-aux-Bois - Santeau,                                                                                   | 1959              | Mareau-aux-Bois           | 2       | Mareau-aux-Bois - Santeau - | régie                                   | CC du Pithiverais                      |
| SIVU                       | 56         | SIAEP de Vrigny - Courcy,                                                                                             | 1961              | Vrigny                    | 2       | Courcy-aux-Loges - Vrigny - | régie                                   | CC du Pithiverais                      |
| SIVU                       | 56         | SI PEP La Prairie, | 1994              | Nargis                    | 3       | Ferrières-en-Gâtinais - Fontenay-sur-Loing (partie sud uniquement) - Nargis - | régie                                   | CC des Quatre Vallées                  |
| SIVU                       | 56         | SIAEP de Sceaux-du-Gâtinais - Courtempierre,                                                                          | 1961              | Sceaux-du-Gâtinais        | 2       | Courtempierre - Sceaux-du-Gâtinais - | régie                                   | CC des Quatre Vallées                  |
| SIVU                       | 56         | SIAEP Région Bléneau,                                                                                                 | --                |                           | 2       | Breteau - Champoulet - | régie                                   | CC du Berry Loire Puisaye              |
| SIVU                       | 56         | SIAEP Val de Loire - Pays Fort,                                                                                       | 2013              | Sury-près-Léré (18)       | 2       | Cernoy-en-Berry - Pierrefitte-ès-Bois - | affermage                               | CC du Berry Loire Puisaye              |
| SIVU                       | 56         | SIAEP d'Adon - Bussière,                                                                                              | 1962              | La Bussière               | 2       | Adon - La Bussière - | affermage                               | CC du Berry Loire Puisaye              |
| SIVU                       | 56         | SIAEP de Bonny-sur-Loire - Ousson,                                                                                    | 1957              | Bonny-sur-Loire           | 2       | Bonny-sur-Loire - Ousson-sur-Loire - | affermage                               | CC du Berry Loire Puisaye              |
| SIVU                       | 56         | SIAEP de la Cheuille,                                                                                                 | 1963              | Thou                      | 4       | Batilly-en-Puisaye - Dammarie-en-Puisaye - Faverelles - Thou - | régie                                   | CC du Berry Loire Puisaye              |
| SIVU                       | 56         | SIAEP d'Escrignelles - Feins-en-Gâtinais,                                                                             | 1967              | Escrignelles              | 2       | Escrignelles - Feins-en-Gâtinais - | régie                                   | CC du Berry Loire Puisaye              |
| SIVU                       | 56         | SIVU de Sully-sur-Loire et Saint-Père-sur-Loire,                                                                      | 1967              | Sully-sur-Loire           | 2       | Saint-Père-sur-Loire - Sully-sur-Loire - | affermage                               | CC du Val de Sully                     |
| SIVU                       | 56         | Syndicat des eaux et de l'assainissement de Saint-Martin-d'Abbat - Germigny-des-Prés,                                 | 1972              | Saint-Martin-d'Abbat      | 2       | Germigny-des-Prés - Saint-Martin-d'Abbat - | régie                                   | CC du Val de Sully                     |
| SIVU                       | 56         | Syndicat Intercommunal de Neuvy-en-Sullias - Guilly,                                                                  | 1969              | Neuvy-en-Sullias          | 2       | Guilly - Neuvy-en-Sullias - | régie                                   | CC du Val de Sully                     |
| SIVU                       | 56         | SIAEP d'Artenay - Sougy,                                                                                              | 1996              | Sougy                     | 2       | Artenay - Sougy - | régie avec une prestation prépondérante | CC de la Beauce Loirétaine             |
| SIVU                       | 56         | Syndicat de production d'eau potable de Boulay-les-Barres - Bricy,                                                    | 1977              | Boulay-les-Barres         | 2       | Boulay-les-Barres - Bricy - | régie                                   | CC de la Beauce Loirétaine             |
| SIVU                       | 56         | Syndicat de production d'eau potable de Patay - Coinces,                                                              | 1996              | Coinces                   | 2       | Coinces - Patay - | régie                                   | CC de la Beauce Loirétaine             |
| SIVU                       | 56         | Syndicat des eaux de Lion-en-Beauce - Ruan,                                                                           | 2003              | Ruan                      | 2       | Lion-en-Beauce - Ruan - | régie                                   | CC de la Beauce Loirétaine             |
| SIVU                       | 56         | SIAEP de Gidy - Cercottes - Huêtres,                                                                                  | 1948              | Gidy                      | 3       | Cercottes - Gidy - Huêtre - | régie                                   | CC de la Beauce Loirétaine             |
| SIVU                       | 56         | Syndicat de production d'eau potable de la Sevinerie,                                                                 | 2002              | Aschères-le-Marché        | 5       | Aschères-le-Marché - Attray - Bazoches-les-Gallerandes - Crottes-en-Pithiverais - Montigny - | régie                                   | CC de la Forêt                         |
| SIVU                       | 56         | Syndicat de production d'eau potable de Trainou - Loury,                                                              | 1998              | Traînou                   | 2       | Loury - Traînou - |                                         | CC de la Forêt                         |
| SIVU                       | 56         | Syndicat des eaux de la Cléry et du Betz,                                                                             | 2013              | La Selle-sur-le-Bied      | 20      | Bazoches-sur-le-Betz (hors un lotissement rattaché au SIVOM du Gâtinais) - Le Bignon-Mirabeau (hormis un hameau rattaché au SIVOM du Gâtianis) - Chantecoq - La Chapelle-Saint-Sépulcre - Chevannes - Chevry-sous-le-Bignon - Chuelles - Courtemaux - Ervauville - Foucherolles - Griselles - Louzouer - Mérinville - Pers-en-Gâtinais - Rosoy-le-Vieil - Saint-Hilaire-les-Andrésis - Saint-Loup-de-Gonois - La Selle-en-Hermoy - La Selle-sur-le-Bied - Thorailles - |                                         | CC de la Cléry, du Betz et de l'Ouanne |
| SIVU                       | 56         | SIAEP de Château-Renard,                                                                                              | 1949              | Château-Renard            | 6       | Château-Renard - Conflans-sur-Loing - Gy-les-Nonains - Melleroy - Saint-Firmin-des-Bois - Saint-Germain-des-Prés - | affermage                               | CC de la Cléry, du Betz et de l'Ouanne |
| SIVU                       | 56         | Syndicat des eaux de la Vallée Moyenne de la Loire,                                                                   | 1992              | Saint-Denis-de-l'Hôtel    | 3       | Férolles - Jargeau - Saint-Denis-de-l'Hôtel - | régie                                   | CC des Loges                           |
| SIVU                       | 56         | SIAEP de Sigloy - Ouvrouer-les-Champs,                                                                                | 1962              | Sigloy                    | 2       | Ouvrouer-les-Champs - Sigloy - | régie                                   | CC des Loges                           |
| SIVU                       | 56         | SIAEP de Bray-en-Val - Bouzy-la-Forêt - Saint-Aignan-des-Gués,                                                        | 1967              | Bray-Saint-Aignan         | 3       | Bouzy-la-Forêt - Bray-en-Val - Saint-Aignan-des-Gués - | régie                                   | CC des Loges                           |
| SIVU                       | 56         | SIAEP d'Ingrannes - Sully-la-Chapelle,                                                                                | 1966              | Sully-la-Chapelle         | 2       | Ingrannes - Sully-la-Chapelle - | affermage                               | CC des Loges                           |
| SIVU                       | 56         | Syndicat des eaux de Saint-Maurice-sur-Fessard - Villemoutiers - Chevillon-sur-Huillard,                              | 1963              | Chevillon-sur-Huillard    | 4       | Chevillon-sur-Huillard - Saint-Maurice-sur-Fessard - Solterre - Villemoutiers - | régie                                   | AME                                    |
| SIVU                       | 56         | SIAEP de la région du Puy la Laude,                                                                                   | 1957              | Cepoy                     | 5       | Cepoy - Corquilleroy - Fontenay-sur-Loing - Girolles - Paucourt - | régie                                   | AME                                    |
| SIVU                       | 56         | Syndicat des eaux et de l'assainissement de Cléry-Saint-André - Mareau - Mézières - Les Muids de Saint-Hilaire (C3M), | 2001              | Mézières-lez-Cléry        | 4       | Cléry-Saint-André - Mareau-aux-Prés - Mézières-lez-Cléry - Saint-Hilaire-Saint-Mesmin (hameau des Muids uniquement) - | affermage                               | CC des Terres du Val de Loire          |
| SIVU                       | 56         | SIAEP et d'Assainissement de Baule - Messas,                                                                          | 1946              | Baule                     | 2       | Baule - Messas - | affermage                               | CC des Terres du Val de Loire          |
| SIVU                       | 56         | SIAEP d'Huisseau-sur-Mauve - Gémigny,                                                                                 | 1965              | Gémigny                   | 5       | Coulmiers - Gémigny - Huisseau-sur-Mauves - Rozières-en-Beauce - Saint-Sigismond - | régie                                   | CC des Terres du Val de Loire          |
| SIVU                       | 56         | Syndicat des eaux et de l'assainissement de Nibelle - Nesploy,                                                        | 1964              | Nibelle                   | 2       | Nesploy - Nibelle - | régie                                   | CC Canaux et forêts en Gâtinais        |
| SIVU                       | 56         | SIAEP d'Auvilliers-en-Gâtinais,                                                                                       | 1963              | Auvilliers-en-Gâtinais    | 5       | Auvilliers-en-Gâtinais - Beauchamps-sur-Huillard - Chailly-en-Gâtinais - Ouzouer-sous-Bellegarde - Presnoy - | affermage                               | CC Canaux et forêts en Gâtinais        |
| SIVU                       | 56         | SIAEP de Lorris, | 1971              | Lorris                    | 4       | Coudroy - Lorris - Noyers - Vieilles-Maisons-sur-Joudry - | affermage                               | CC Canaux et forêts en Gâtinais        |
| SIVU                       | 56         | SIAEP de Mignères, | 1957              | Mignères                  | 5       | Chapelon - Mignères - Mignerette - Moulon - Villevoques - | régie                                   | CC Canaux et forêts en Gâtinais        |
| SIVU                       | 56         | SIAEP de Saint-Maurice-sur-Aveyron,                                                                                   | 1959              | Saint-Maurice-sur-Aveyron | 4       | Aillant-sur-Milleron - Le Charme - Dammarie-sur-Loing - Saint-Maurice-sur-Aveyron - | régie                                   | CC Canaux et forêts en Gâtinais        |
| SIVU                       | 56         | SIAEP de Sury-aux-Bois - Châtenois - Combreux,                                                                        | 1969              | Sury-aux-Bois             | 3       | Châtenoy - Combreux - Sury-aux-Bois - | régie                                   | CC Canaux et forêts en Gâtinais        |
| SIVU                       | 56         | SIAEP d'Oussoy-en-Gâtinais,                                                                                           | ---               |                           | 4       | La Cour-Marigny - Lombreuil - Oussoy-en-Gâtinais - Thimory - | régie                                   | CC Canaux et forêts en Gâtinais        |
| SIVU                       | 56         | Syndicat Intercommunal de Montereau - Moulinet-sur-Solin,                                                             | 1967              | Montereau                 | 2       | Montereau - Le Moulinet-sur-Solin - | régie                                   | CC Canaux et forêts en Gâtinais        |
| SIVU                       | 56         | SIAEP de Boësse - Echilleuses - Grangermont,                                                                          | 1922              | Echilleuses               | 2       | Boësses - Échilleuses - Grangermont - | régie                                   | CC du Pithiverais-Gâtinais             |
| SIVU                       | 56         | SIAEP de Boiscommun,                                                                                                  | 1957              | Boiscommun                | 6       | Boiscommun - Fréville-du-Gâtinais - Montbarrois - Montliard - Saint-Loup-des-Vignes - Saint-Michel - | régie                                   | CC du Pithiverais-Gâtinais             |
| SIVU                       | 56         | SIAEP de Corbeilles - Bordeaux-en-Gâtinais - Lorcy,                                                                   | 1947              | Corbeilles                | 3       | Bordeaux-en-Gâtinais - Corbeilles - Lorcy - | affermage                               | CC du Pithiverais-Gâtinais             |
| SIVU                       | 56         | SIAEP de Manchecourt - Ramoulu,                                                                                       | 1993              | Le Malesherbois           | 2       | Le Malesherbois (Manchecourt uniquement) - Ramoulu - | régie                                   | CC du Pithiverais-Gâtinais             |
| SIVU                       | 56         | SIAEP de Neuville-sur-Essonne - Ondreville-sur-Essonne,                                                               | 1959              | Ondreville-sur-Essonne    | 2       | La Neuville-sur-Essonne - Ondreville-sur-Essonne - | affermage                               | CC du Pithiverais-Gâtinais             |
| SIVU                       | 56         | SIAEP d'Egry - Barville - Gaubertin,                                                                                  | 1930              | Egry                      | 3       | Barville-en-Gâtinais - Égry - Gaubertin - | régie                                   | CC du Pithiverais-Gâtinais             |
| SIVU                       | 56         | SIAEP de Boismorand - Choux - Langesse,                                                                               | 1965              | Boismorand                | 3       | Boismorand - Les Choux - Langesse - | régie                                   | CC giennoises                          |
| SIVU                       | 56         | SIAEP de Saint-Martin-sur-Ocre - Saint-Brisson-sur-Loire,                                                             | 1965              | Saint-Brisson-sur-Loire   | 2       | Saint-Brisson-sur-Loire - Saint-Martin-sur-Ocre - | régie                                   | CC giennoises                          |
| SIVU                       | 56         | SIAEP des Usages, | 1958              | Vennecy                   | 4       | Chanteau - Marigny-les-Usages - Rebréchien - Vennecy - | régie                                   | Orléans Métropole                      |
| SIVU                       | 56         | SIAEP des Vals de Loire - Bionne - Cens,                                                                              | 1994              | Chécy                     | 6       | Boigny-sur-Bionne - Bou - Chécy - Combleux - Donnery - Mardié - | affermage                               | Orléans Métropole                      |
| Syndicat Mixte             | 2          | SME de la région de Buthiers,                                                                                         | 1973              | Buthiers (77)             | 1       | Augerville-la-Rivière - | affermage                               | CC du Pithiverais-Gâtinais             |
| Syndicat Mixte             | 2          | SIAEP de Montcresson,                                                                                                 | 1960              | Montcresson               | 5       | Cortrat - Montcresson - Mormant-sur-Vernisson - Saint-Hilaire-sur-Puiseaux - Solterre - | régie                                   | CC Canaux et forêts en Gâtinais        |
| TOTAL                      | 66         | |                   |                           | 215     | |                                         |                                        |